# Nicos Poulantzas
Nicos Poulantzas, řecky Νίκος Πουλαντζάς (21. září 1936, Atény – 3. října 1979, Paříž) byl řecký marxistický teoretik, představitel marxistického strukturalismu a politický sociolog.
Byl jedním z vůdčích ideologů tzv. eurokomunismu 70. let. Marxisticky analyzoval zejména fenomén fašismu a pravicových autoritářských režimů - Francova ve Španělsku a Salazarova v Portugalsku. Novátorská byla rovněž jeho teorie státu, odmítl klasickou marxistickou tezi, že stát je nástrojem vládnoucí třídy k ovládání tříd podřízených. Pozdní kapitalismus se dle něj též vyznačuje fragmentací třídní struktury a vznikem jakési pseudoburžoazie ("le petit bourgeoisie") uvnitř dělnické třídy. V letech 1968-1979 působil na Univerzitě Paříž VIII. Spáchal sebevraždu skokem z okna.